# Station Tarn
Station Tarn är en sjö i Antarktis. Den ligger i Östantarktis. Australien gör anspråk på området. Station Tarn ligger 12 meter över havet. Arean är 0,14 kvadratkilometer. Den sträcker sig 1,2 kilometer i nord-sydlig riktning, och 0,7 kilometer i öst-västlig riktning.